# Rosenstolz
Rosenstolz (pronunciado ['ʁoːzənʃtɔlts]) es un grupo musical procedente de Berlín, Alemania. Está compuesto por la cantante de Berlín Este AnNa R. y el cantante y compositor de Alemania Occidental Peter Plate. Su estilo es una mezcla de pop, rock y chanson. Las letras de sus canciones están compuestas en su mayoría en alemán y pueden ser tanto groseras como melodramáticas, eróticas, provocadoras o sensibles.

## Historia del grupo

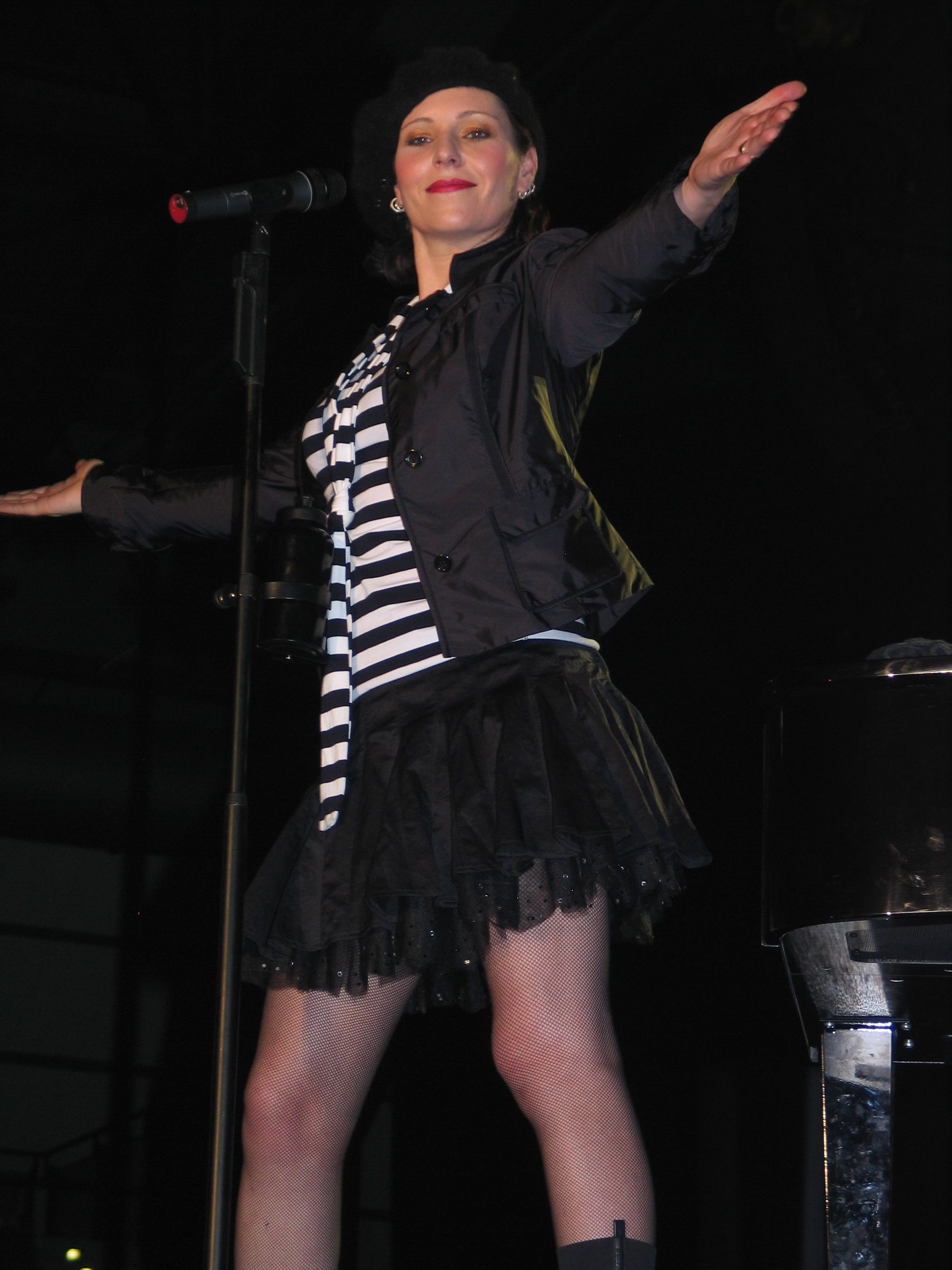
AnNa R.

AnNa R. (nombre civil: Andrea Natalie Rosenbaum) nació el 25 de diciembre de 1969 en Friedrichshain (Berlín) y se crio en Berlín Este (RDA). Suspendió el examen de admisión para la escuela de música Friedrichshain-Kreuzberg. Tras truncarse su carrera como cantante trabajó como ayudante de un laboratorio químico y en una tienda de música, con objeto de financiar su educación musical. Desde 2002 está casada con Nilo Neuenhofen, director de muchos de los videoclips del grupo (por ejemplo, Ich will mich verlieben).
Peter Plate nació el 1 de julio de 1967 en Nueva Delhi (India), donde su abuelo ejercía como diplomático. Antes de mudarse a Berlín en 1990, Peter Plate vivió largas temporadas, entre otros lugares, en Goslar y Braunschweig. Con anterioridad a la fundación del dúo Rosenstolz, ya había probado suerte como músico. De joven escribió junto con amigos un musical y produjo algunas maquetas de escasa distribución. Peter Plate es gay reconocido. El 1 de junio de 2002 contrajo unión civil con su novio desde 1990, Ulf Leo Sommer, quien colabora con Rosenstolz como productor, compositor y letrista.

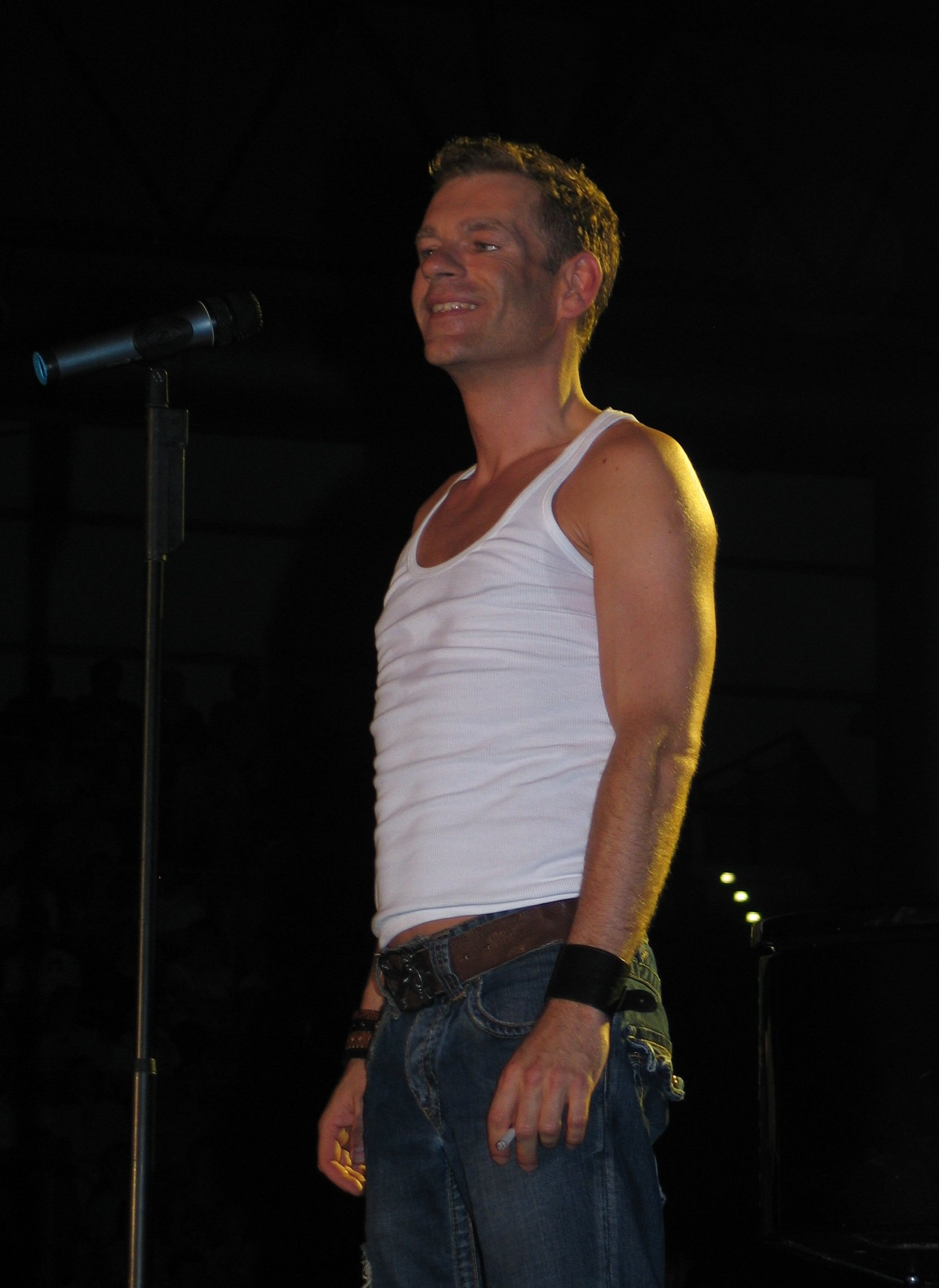
Peter Plate.

En un principio Rosenstolz actuaba ante públicos pequeños, a menudo provenientes de la llamada "movida". Ofrecieron su primer concierto en octubre de 1991 en la Galerie Bellevue de Berlín, con apenas 30 espectadores. En un concierto en 1992 en el club gay de Berlín SchwuZ llegaron incluso a ser abucheados. Durante estos primeros años, su incansable club de fanes contribuyó de forma considerable a su actual estatus de grupo de culto pegando por toda Berlín carteles que anunciaban las actuaciones del dúo.
La popularidad de Rosenstolz aumentó de año en año. La clave de su imparable ascenso habría que buscarla en la gran cantidad de conciertos que daban y en la fidelidad de su público, pues durante mucho tiempo Rosenstolz fueron ignorados por la radio y la televisión. Con el tiempo fueron creciendo el número de espectadores en sus conciertos, el tamaño de los locales en que tocaban, la duración de sus giras y las ventas de sus discos. En mayo de 1997, Rosenstolz actuó para 10 000 espectadores en Novosibirsk (Rusia), por invitación del Goethe-Institut. Ese mismo año alcanzaron el primer puesto en las listas de ventas con su álbum Die Schlampen sind müde. Un salto importante en su carrera se produjo cuando participaron en la preselección para representar a Alemania en el Festival de la Canción de Eurovisión. Interpretaron el tema Herzensschöner y quedaron en segundo lugar. En el año 2000, Rosenstolz alcanzó con Kassengift la cima de las listas y con el videoclip del sencillo Amo Vitam consiguió hacerse un hueco en la televisión. La confirmación del grupo llegó en 2004 con el tema Liebe ist alles y el álbum Herz.
De vez en cuando las letras del dúo tienen referencias políticas, como las alusiones a la guerra de Irak en Laut. En el tema de 1999 Ja, ich will, el grupo se posicionaba en el debate sobre el matrimonio entre personas del mismo sexo que estaba teniendo lugar por aquel entonces. Se trata de un dueto de Peter Plate con la actriz cómica alemana Hella von Sinnen, reconocida lesbiana. En el videoclip, dirigido por Marcus Sternberg, ambos aparecen con sus parejas en la vida real, Cornelia Scheel y Ulf Leo Sommer. También durante la gira Das große Leben, Peter criticó la postura del Papa Benedicto XVI, contraria a la homosexualidad. 
El grupo prestó el tema Willkommen, de su álbum Herz, a la película de 2004 Sommersturm ("Tormenta de verano"), que narra la "salida del armario" de un joven. Ese año, dicho álbum fue el disco de habla alemana más exitoso. En total alcanzó la tercera posición de las listas germanas.
En 2003 recibieron el premio ECHO por su página web y en 2005 fueron nominados en las categorías de "mejor grupo", "mejor videoclip nacional" (por Ich komm an dir nicht weiter) y "mejor producción" (para Peter y Ulf). También se les ha galardonado, entre otros, con los premios Comet al "mejor videoclip nacional" (Es tut immer noch weh) y al "mejor grupo nacional", así como con varios Stimmgabeln.
En los conciertos Rosenstolz están acompañados por una banda compuesta por siete músicos, algunos de los cuales llevan años participando en las giras. En la actualidad pertenecen a la banda Zoran "Zorro" Grujovski (teclados y guitarra acústica), Peter Koobs (guitarra), Thomy Jordi (bajo) y Jens Carstens (batería y percusión). Todos ellos han participado en los discos Herz y Das große Leben. El durante muchos años guitarrista y amigo de AnNa y Peter, Ralf Lübke, dejó la banda tras la gira Willkommen para dedicar más tiempo a su propio grupo, Monkeeman. El guitarrista Ulrich "Ulle" Rode, que ha colaborado anteriormente con la banda británica Right Said Fred y con el músico alemán Konstantin Wecker, es el encargado de suplirle. El saxofonista y guitarrista Lorenzo Allacher y la violinista Anne de Wolff completan el elenco.
El 1 de febrero de 2007, el dúo recibió en Berlín la Goldene Kamera en la categoría "pop nacional". El 23 de marzo, editaron el sencillo benéfico Aus Liebe wollt ich alles wissen, cuyos beneficios fueron donados a fundaciones alemanas de ayuda contra el sida. Con iguales fines, el 18 de junio organizaron un concierto en la sala Columbiahalle de Berlín. El 25 de mayo recibieron un nuevo premio ECHO, esta vez en la categoría "grupo de pop/rock nacional".
El 30 de mayo de 2007, la ciudad de Goslar reconoció la carrera musical de Peter Plate otorgándole el premio Paul-Lincke-Ring, que entrega cada dos años a músicos de habla germana.

## Discografía
- 1994 Nur einmal noch Traumton/Indigo (Reeditado en 2006 (Zett Recor / DA Music))
- 1994 Sanfte Verführer Traumton/Indigo (Edición limitada a 100)
- 1995 Mittwoch is' er fällig Traumton/Indigo
- 1996 Objekt der Begierde Polydor (Reeditado en 2002)
- 1997 Die Schlampen sind müde Polydor (Reeditado en 2002)
- 1997 Raritäten Traumton (Recopilatorio)
- 1998 Alles Gute – Das Beste von 1992–1998 Polydor (Recopilatorio – Reeditado en 2001 y 2004)
- 1999 Raritäten 2 Traumton (Recopilatorio, sólo disponible a través de la página web oficial)
- 1999 Zucker Polydor (Reeditado en 2002 y 2002)
- 1999 Zuckerschlampen Live Polydor (Recopilatorio)
- 2000 Kassengift Polydor (Reeditado en 2002)
- 2000 Stolz der Rose – Das Beste und Mehr Polydor (Recopilatorio)
- 2002 Macht Liebe Polydor (Varias ediciones)
- 2003 Live aus Berlin Polydor (uno y dos CD)
- 2004 Herz Polydor Island (Varias ediciones)
- 2006 Das große Leben Polydor Island (CD simple, edición deluxe con DVD, doble LP)
- 2006 Das große Leben Live Polydor Island (Doble CD)
- 2008 Die Suche geht weiter Polydor Island